# Adolf von Thielmann
Adolf Freiherr von Thielmann (* 25. Juni 1879 in Jakobsdorf, Oberschlesien; † 12. Mai 1948 in Frankfurt am Main) war ein preußischer Verwaltungsjurist und Landrat.

## Leben
Während seines Studiums wurde Freiherr von Thielmann 1900 Mitglied im Corps Saxo-Borussia Heidelberg. 1904 arbeitete er als Gerichtsreferendar. Ab 1906 wirkte er als Regierungsreferendar und Hilfsarbeiter beim Landrat in Breslau. 1914 bis 1916 war er zum Kriegsdienst eingezogen. Ab 1916 war er als Referent in der Reichsfettstelle (Reichsstelle für Speisefette) beschäftigt, wurde er 1917 zum Regierungsrat ernannt. Ab 1918/19 wirkte er dann als Landrat im Kreis Frankenstein in der Provinz Schlesien.
Am 1. Oktober wurde Freiherr von Thielmann zum Landrat im Kreis Guhrau, Provinz Schlesien ernannt. Dort amtierte er als Landrat bis 1933, als er in der Folge der Machtergreifung der NSDAP am 7. Juni 1933 sofort i. e. R. geschickt wurde.
Freiherr von Thielmann war Rechtsritter des Johanniterorden. Er war Mitherr auf Geppersdorf im Kreis Strehlen in Schlesien und verheiratet mit Livia Jay. Aus der Ehe ging am 10. Februar 1936 in Oppeln Tochter Livia hervor. Diese heiratete 1959 in Schwetzingen Wend Graf von Kalnein (1914–2007).